# Krwawienia z dróg rodnych
Krwawienia z dróg rodnych – fizjologiczne następstwo prawidłowego cyklu miesięcznego lub objaw chorobowy. Nieprawidłowe (acykliczne lub nadmierne) krwawienia pochwowe wiążą się z koniecznością dalszej diagnostyki.
Przyczyny krwawień nieprawidłowych:
U dzieci
- przedwczesne pokwitanie

U kobiet w wieku rozrodczym
- endometrioza
- zespół policystycznych jajników
- objawy niepożądane antykoncepcji hormonalnej
- mięśniaki macicy
- rak szyjki macicy
- rak trzonu macicy
- zapalenie endometrium

U kobiet w ciąży
- poronienie
- ciąża ektopowa
- łożysko przodujące
- przedwczesne odklejenie łożyska

U kobiet w okresie okołomenopauzalnym
- niezrównoważona estrogenizacja
- zapalenie endometriumzanikowe  i pochwy
- rak trzonu macicy
- polipy endometrium lub szyjki macicy
- przerost endometrium